# Balfourodendron molle
Balfourodendron molle là một loài thực vật có hoa trong họ Cửu lý hương (Rutaceae). Năm 1850 Friedrich Anton Wilhelm Miquel mô tả loài Esenbeckia mollis. Năm 1998 José Rubens Pirani đặt loài này vào chi Balfourodendron, mặc dù vẫn tồn tại mâu thuẫn trong các bộ dữ liệu cung cấp.